# Аль-Маль
Аль-Маль (англ. al-Mal, араб. المال) — поселення в Сирії, що складає невеличку друзьку общину в нохії Габагіб, яка входить до складу мінтаки Ес-Санамейн в південній сирійській мухафазі Дара.